# تپه دهنه غار
تپه دهنه غار مربوط به سده‌های میانی اسلامی است و در شهرستان تربت حیدریه واقع شده و این اثر در تاریخ ۲۴ خرداد ۱۳۹۰ با شمارهٔ ثبت ۳۰۲۹۲ به‌عنوان یکی از آثار ملی ایران به ثبت رسیده‌است.